# C20H27N3O6
化学式C20H27N3O6（摩尔质量：405.444 g/mol）可以指：
- 咪达普利，CAS号：89371-37-9
- 非巴氨酯，CAS号：13246-02-1

|  | 这个同类索引页列出了具有相同分子式的化学物（即同分異構體）条目。 除非您是有意链接至本页，否则应将相应条目的内部链接指向正确的条目。 |